# Rosenbergia exigua
Rosenbergia exigua là một loài bọ cánh cứng trong họ Cerambycidae.